# Dal Vertice
Dal Vertice, op. 41 de Louis Vierne est une ode lyrique pour ténor et orchestre (ou piano) sur un poème de Gabriele D'Annunzio.
Composée en 1917, la partition est toujours inédite.

## Composition
Louis Vierne compose Dal Vertice op. 41 en 1917, sur un poème original que lui avait envoyé Gabriele D'Annunzio « en souvenir d'une séance privée, donnée par Vierne, un soir de l'avant-guerre, en l'honneur du poète des Laudi ». En conséquence, Bernard Gavoty ne voit dans la partition qu'un témoignage d'amitié de la part du compositeur alors convalescent, et « une œuvre de circonstance ».
La partition est toujours inédite.

## Analyse
Bernard Gavoty considère que « le lyrisme éclatant mais confus » de D'Annunzio « ne devait guère inspirer l'artiste amoureux de la clarté que fut Louis Vierne. Il apparaît, de fait, que cette œuvre ne doit point être retenue comme un de ses plus indiscutables titres de gloire. L'ambiance du poème a incliné le musicien vers un ton théâtral et des effets dramatiques, parmi lesquels il ne parvient pas à trouver le climat qui lui est naturel ».